# Bog
Bog oder Bok ist in der kroatischen Sprache ein umgangssprachlicher, insbesondere unter guten Bekannten, Freunden oder Duz-Freunden gebräuchlicher Gruß, der sowohl zur Begrüßung wie auch zum Abschied verwendet wird. Das Grußwort wird als isolierte Interjektion (Bog!), mit Reduplikation (Bog, Bog!) oder auch mit einem Zusatz (Bog, gdje si ti bzw. ste Vi, wörtl. „Hallo, wo bist du?“ bzw. „… sind Sie?“) gebraucht. Mit der lexikalischen Bedeutung bog „Gott“ erscheint es in religiös geprägten Grußformeln syntaktisch integriert (z. B. Bog te pozdravi „Gott grüße euch!“, im Abschiedsgruß Idi sa bogom bzw. kontrahiert z bogom „Gehe mit Gott!“, oder Pomoz bog! „Helfe Gott!“ mit der möglichen, aber heute von gebildeten oder bürgerlichen Sprechern nicht mehr als Gruß gebrauchten Erwiderung Bog (ti) daj! „Gebe es (dir) Gott!“).

## Etymologie
Die Kurzform Bog gilt als Verkürzung solcher längerer religiöser Grußformeln und ist in dieser Verkürzung in der Literatur mindestens seit dem 19. Jahrhundert dokumentiert. Der Gruß ist damit zurückzuführen auf das kroatische (bzw. in den meisten slawischen Sprachen übliche) Wort bog für „Gott“, altslaw. богъ, das sich herleitet von indogermanisch bhaґgas „Freigiebiger, Herr“. Vergleichbare Grußformen unter Einbeziehung eines Wortes für „Gott“ finden sich in vielen Ländern mit traditionell christlicher Prägung, z. B. deutsch Grüß Gott, slowenisch Bog daj oder serbisch Pomaže Bog. Noch verbreiteter ist der Bezug auf Gott in Abschiedsformeln. Zbogom ist als Abschiedsgruß auch in Slowenien und Serbien bekannt und entspricht dem deutschen Tschüs, französisch Adieu, italienisch Addio, spanisch Adiós, Vaya con dios, portugiesisch Adeus, rumänisch Adio und irisch Dia duit.
Verbreitet besonders in Zagreb ist neben der Kurzform des Grußes Bog auch dessen Variante Bok (mit kurzem statt langem Vokal und mit stimmlosem statt stimmhaftem Auslaut), die in ihrer genauen zeitlichen und regionalen Entstehung bisher sprachwissenschaftlich nicht untersucht zu sein scheint, aber lautlich den Gegebenheiten der kajkavischen Dialekte entspricht, in denen allgemein die Tendenz zur Auslautverhärtung besteht und speziell in der von diesen Dialekten geprägten Stadtmundart von Zagreb die Vokalquantitäten ihre bedeutungsunterscheidende Funktion weitgehend eingebüßt haben.

## Stilwert und ethnisch-konfessionelle Markierung
Von Sprechern anderer ethnischer und konfessioneller Gruppen im ehemaligen Jugoslawien wird Bog bzw. Bok nicht als ein neutraler, sondern als ein typisch kroatischer und katholischer Gruß empfunden, der von ihnen je nach Kontext auch als Betonung kroatischer Machtansprüche und einer reaktionären Gesinnung bewertet werden kann. Von ihnen wird deshalb das als neutraler empfundene Zdravo bevorzugt, das von Kroaten wiederum als betont serbisch und kommunistisch betrachtet wird und von ihnen seit dem Untergang des jugoslawischen Staates weithin durch Bog oder Bok ersetzt wurde.
Unter kroatischen Sprechern wiederum gilt speziell die Variante Bok als die kolloquialere oder ländlichere, von der jüngeren Generation bevorzugte (vergleichbar „Hi!“, „Hallo!“), von der älteren Generation zuweilen abgelehnte Grußform, Bog (mit langem Vokal) hingegen als die vergleichsweise förmlichere oder konservativere (vergleichbar Grüß Gott!), gleichwohl ebenfalls vorwiegend unter Bekannten und Freunden gebräuchliche Form.